# Breuil (Marna)
Breuil è un comune francese di 321 abitanti situato nel dipartimento della Marna, nella regione del Grand Est.

## Società

### Evoluzione demografica
Abitanti censiti